# Cardassieni
Cardassienii reprezintă o specie fictivă extraterestră de reptilieni din franciza științifico-fantastică Star Trek. Au apărut prima oara în 1991 în episodul Star Trek: The Next Generation: "The Wounded". Specia este originară de pe planeta Cardassia Prime aflată în Cuadrantul fictiv Alpha. Cardassienii sunt specia dominantă din imperiul interplanetar cunoscut ca Uniunea Cardassiană, stăpânind mai multe specii, printre care și Bajoranii, de-a lungul secolului al XXIV-lea terestru. Ei vor juca un rol cheie în serialul Star Trek: Deep Space Nine ca membri ai Dominionului în timpul Războaielor Dominionului. Se disting câteva personaje cardassiene, printre care Elim Garak și Gul Dukat. Moneda de schimb este Lek-ul cardassian.

## Vezi și
- Ordinul Obsidian